# 川口雅代
川口 雅代（かわぐち まさよ、6月7日 - ）は、米国マサチューセッツ州、ボストン在住のフリーランスジャーナリスト、レポーター、女優、シンガーソングライター、歌手、タレント、ラジオパーソナリティ、声優。福岡県福岡市出身。東京育ち。

## プロフィール
福岡市の九州大学病院で生まれる。幼少時は大阪市阿倍野区と福岡市で過ごし、中学生の時に東京都大田区久ヶ原に引っ越す。東京都立日比谷高等学校を卒業。日本大学藝術学部演劇学科在学中の1981年、文化放送のミスDJリクエストパレードでデビューし、シンガーソングライターとして活動。歌手デビューのきっかけは、大学時代及び文学座養成所在籍時代に組んでいたバンドのデモテープがレコード会社のディレクターの手に渡ったこと。同年TBSのドラマ『2年B組仙八先生』でマドンナ役に抜擢され女優デビュー。大学卒業後は数々のテレビ・ラジオ番組の司会やラジオパーソナリティとして活動。学生時代のクラスメイトにゲームクリエイターの桝田省治がおり、後に再会している。
1995年にテレビ・ラジオの特派員として渡米。現在は米国在住でテレビやラジオ（NHK・MBSラジオ等）のフリーのリポーター、ジャーナリストとして活動中。2001年9月11日のアメリカ同時多発テロ事件発生の際には、現地から詳細なリポートを送り届けてきた。恋愛シミュレーションゲーム『ときめきメモリアル』の片桐彩子役で、声優と歌手としても活動。私生活では米国在住の科学者と結婚、一児の母。
2024年5月に世界的なシティ・ポップブームの影響で1981年リリースのアルバム「サリュート ごあいさつ」がフォーライフミュージックエンタテイメントからダウンロードとストリーミングで再リリースされた。

## 音楽

### シングル
| #                      | 発売日                 | タイトル                        | B面                    | 規格                   | 規格品番               |
| フォーライフ・レコード | フォーライフ・レコード | フォーライフ・レコード          | フォーライフ・レコード | フォーライフ・レコード | フォーライフ・レコード |
| ---------------------- | ---------------------- | ------------------------------- | ---------------------- | ---------------------- | ---------------------- |
| 1st                    | 1981年4月5日           | やさしいAffair                  | Kiss                   | EP                     | 7K-18                  |
| 2nd                    | 1981年8月5日           | Miss Call                       | 夏少女                 | EP                     | 7K-31                  |
| 3rd                    | 1981年11月             | メモワール                      | 愛のイマジネーション   | EP                     | 7K-45                  |
| 4th                    | 1982年4月21日          | ピリオド 〜さよならの向こうへ〜 | Melty                  | EP                     | 7K-58                  |

### アルバム

#### オリジナル・アルバム
|                                          | 発売日                 | タイトル               | 規格                   | 規格品番               |                        |
| フォーライフ・レコード                   | フォーライフ・レコード | フォーライフ・レコード | フォーライフ・レコード | フォーライフ・レコード | フォーライフ・レコード |
| ---------------------------------------- | ---------------------- | ---------------------- | ---------------------- | ---------------------- | ---------------------- |
| 1st                                      | 1981年                 | サリュート ごあいさつ  | LP                     | 28K-20                 |                        |
| フォーライフミュージックエンタテイメント |                        |                        |                        |                        |                        |
| 再リリース                               | 2024年                 | サリュート ごあいさつ  | ストリーミング         | DISA-0639              |                        |
| KONAMI                                   |                        |                        |                        |                        |                        |
| 2nd                                      | 1998年7月3日           | masshy@love.net        | CD                     | KICA-7880              |                        |

### キャラクターソング
| 発売日  | 商品名                                            | 歌                   | 楽曲                       | 備考                                                  |
| 1995年  | 1995年                                            | 1995年               | 1995年                     | 1995年                                                |
| ------- | ------------------------------------------------- | -------------------- | -------------------------- | ----------------------------------------------------- |
| 2月3日  | ときめきメモリアル パート3 〜Featuring 片桐彩子〜 | 片桐彩子（川口雅代） | 「おサカナになりたい」     | ゲーム『ときめきメモリアル』関連曲                    |
| 2月3日  | ときめきメモリアル パート3 〜Featuring 片桐彩子〜 | 片桐彩子（川口雅代） | 「恋愛物語入門」           | ゲーム『ときめきメモリアル』関連曲                    |
| 2月3日  | ときめきメモリアル パート3 〜Featuring 片桐彩子〜 | 片桐彩子（川口雅代） | 「恋はほどほどに」         | ゲーム『ときめきメモリアル』関連曲                    |
| 2月3日  | ときめきメモリアル パート3 〜Featuring 片桐彩子〜 | 片桐彩子（川口雅代） | 「おしゃべりピアス」       | ゲーム『ときめきメモリアル』関連曲                    |
| 2月3日  | ときめきメモリアル パート3 〜Featuring 片桐彩子〜 | 片桐彩子（川口雅代） | 「もっと!モット!ときめき」 | ゲーム『ときめきメモリアル』関連曲                    |
| 2月3日  | ときめきメモリアル パート3 〜Featuring 片桐彩子〜 | 片桐彩子（川口雅代） | 「無口な風」               | ゲーム『ときめきメモリアル』関連曲                    |
| 2月3日  | ときめきメモリアル パート3 〜Featuring 片桐彩子〜 | 片桐彩子（川口雅代） | 「神様の常識」             | ゲーム『ときめきメモリアル』関連曲                    |
| 1998年  |                                                   |                      |                            |                                                       |
| 4月24日 | Tomorrow/日曜の雨のように                         | 片桐彩子（川口雅代） | 「Tomorrow〜Beside You〜」 | ゲーム『ときめきメモリアルドラマシリーズVol.2』主題歌 |
| 4月24日 | Tomorrow/日曜の雨のように                         | 片桐彩子（川口雅代） | 「Tomorrow〜See You〜」    | ゲーム『ときめきメモリアルドラマシリーズVol.2』主題歌 |
| 4月24日 | Tomorrow/日曜の雨のように                         | 片桐彩子（川口雅代） | 「日曜の雨のように」       | ゲーム『ときめきメモリアルドラマシリーズVol.2』主題歌 |
| 2月3日  | Message                                           | 片桐彩子（川口雅代） | 「Jump Jive NIGHT」        | ゲーム『ときめきメモリアル』関連曲                    |
| 2月3日  | Message                                           | 片桐彩子（川口雅代） | 「Draft Beat」             | ゲーム『ときめきメモリアル』関連曲                    |
| 2月3日  | Message                                           | 片桐彩子（川口雅代） | 「Tomorrow」               | ゲーム『ときめきメモリアル』関連曲                    |
| 2月3日  | Message                                           | 片桐彩子（川口雅代） | 「スケッチ」               | ゲーム『ときめきメモリアル』関連曲                    |
| 2月3日  | Message                                           | 片桐彩子（川口雅代） | 「Go!Go!パラメータ」       | ゲーム『ときめきメモリアル』関連曲                    |
| 2月3日  | Message                                           | 片桐彩子（川口雅代） | 「銀河旅行」               | ゲーム『ときめきメモリアル』関連曲                    |
| 2月3日  | Message                                           | 片桐彩子（川口雅代） | 「Aya's swing」            | ゲーム『ときめきメモリアル』関連曲                    |
| 2月3日  | Message                                           | 片桐彩子（川口雅代） | 「雨を抱きしめたい」       | ゲーム『ときめきメモリアル』関連曲                    |
| 2月3日  | Message                                           | 片桐彩子（川口雅代） | 「Message」                | ゲーム『ときめきメモリアル』関連曲                    |
| 2月3日  | Message                                           | 片桐彩子（川口雅代） | 「パレードが始まる」       | ゲーム『ときめきメモリアル』関連曲                    |

## テレビ
- サウンドプラザ（NHK）
- The Late Show（NHK）
- ヤングバトル（NHK）
- 夜のヒットスタジオ（フジテレビ）
- 2年B組仙八先生 （TBS）
- 高校教師 （TBS）
- 水曜ドラマスペシャル「水曜日の恋人たち3・結婚の傾向と対策」（TBS）
- 土曜ワイド劇場「鎖された旅券」（テレビ朝日）
- 世界めぐり愛 （TBS、1985年頃・海外リポーター）
- 朝のホットライン （TBS、1987年頃・海外リポーター）
- カーグラフィックTV （テレビ朝日）
- こだわりTV PRE★STAGE （テレビ朝日）
- インターネット・エキスプレス （テレビ東京）
- メジャーリーグ観戦ガイド（旅チャンネル）

## ゲーム
- VIRUS（COM音声）
- ときめきメモリアル

## ラジオ
- ミスDJリクエストパレード （文化放送）
- 日立ハローサタデー（文化放送）
- SATURDAY BRACING MORNING （bayfm）
- BIG BANG TOKYO （TOKYO FM）
- EBONY EYES （FM横浜）

## エピソード
- 福岡、大阪、東京で育ったことで博多弁、大阪弁を自由に使い分けることができる。
- ニックネーム「がーちゃん」の由来はレコーディング中にドアをガチャンと大きな音を立てて閉めた時、ドラマーの林立夫に、「がさつだな、「がー」か?!」と指摘されたことから。
- ラーメンが大好物。
- うさぎ好き